# 수원하이텍고등학교
수원하이텍고등학교(水源하이텍高等學校)는 대한민국 경기도 수원시 영통구 영통동에 있는 공립 고등학교이다.

## 학교 연혁
- 2000년 1월 8일 : 교육기본법 제11조 경기도립학교 설치 조례 제2조의 규정에 의거 팔달공업고등학교로 설립인가(전자기계과 9학급, 전기과 9학급, 건축과 6학급, 토목과 6학급, 정보통신과 6학급 계 36학급)
- 2000년 3월 1일 : 초대 원태중 교장 취임
- 2000년 3월 6일 : 개교 및 제1회 515명 입학
- 2003년 2월 7일 : 제1회 411명 졸업
- 2003년 3월 2일 : 학년당 14개로 학급수 조정 (총 42학급)
- 2007년 3월 2일 : 특성화과 선정(자동화시스템, 미디어정보통신과)
- 2008년 3월 3일 : 특성화과 선정(메카트로닉스과, 디지털전기과)
- 2009년 2월 12일 : 교육과학기술부로부터 마이스터고등학교 선정
- 2009년 3월 1일 : 수원하이텍고등학교로 교명 변경
- 2010년 3월 2일 : 마이스터고등학교 개교식, 제11회 신입생 입학식(마이스터고 메카트로닉스계열 8학급 162명)
- 2022년 3월 1일 : 제8대(개방형 공모) 장용규 교장 취임
- 2024년 1월 5일 : 제22회(마이스터고 12기) 143명 졸업
- 2024년 3월 4일 : 제25회 (마이스터고 14기) 신입생 입학(메카트로닉스계열 8학급 144명)

## 설치 학과
- 메카트로닉스과
- 정밀기계과
- 전기전자제어과
- 자동화시스템과

## 참고 자료
- 수원하이텍고등학교 - 한국교육학술정보원 학교알리미